# Charles Vandenhove
Charles Vandenhove (Teuven, 3 juli 1927 – Luik, 22 januari 2019) was een Belgisch architect. Het architectenbureau Charles Vandenhove et associés is gevestigd in Luik.

## Biografie
Charles Vandenhove werd geboren in Teuven in de Voerstreek als zoon van de landbouwer Marie-Jean Vandenhove en Maria-Ida Spitz.
In 1945 studeerde hij af aan de Luikse hogeschool Institut supérieure d'architecture St. Luc en in 1951 aan het Hoger instituur voor architectuur La Cambre in Brussel. Hij was een generatiegenoot van architect Lucien Kroll, met wie hij tot in 1957 geassocieerd was. In datzelfde jaar vestigde hij zich in Luik.
Vandenhove verwierf grote naambekendheid met zijn ontwerpen voor de universiteitscampus Sart-Tilman van de Universiteit van Luik in de jaren 70, meer bepaald het universitaire ziekenhuis, een boekenmagazijn en een complex met labo's en een studentenresidentie Lucien Brull, een 45-meter hoge toren. Een sporthal voor voetbalclub Standard Luik is ook van zijn hand. Bij het project Cour Saint-Antoine in de binnenstad van Luik, liet Vandenhove zien dat moderne, functionalistische ideeën kunnen samengaan met respect voor het historische weefsel van oude steden.

Vanaf de jaren 90 kreeg hij ook opdrachten in het buitenland: in Parijs het Théâtre des Abesses en in Nederland ruim 20 woonprojecten in diverse steden. In Vlaanderen bouwde Vandenhove een paviljoen voor het Middelheimpark te Antwerpen en was een gevelfragment in Gent tijdens het kunstevenement Chambres d'Amis van zijn hand.
Charles Vandenhove trouwde in 1957 met Jeanne Belvaux (1916-2007). Het gezin bleef kinderloos.
In 2004 verkreeg hij persoonlijke opname in de Belgische adel, met de titel ridder. Op 19 maart 2016 werd hij benoemd tot doctor honoris causa aan de universiteit van Luik.

## Vandenhove als kunstkenner en -verzamelaar
In een inspirende samenwerking tussen kunstenaar en architect, werkte Vandenhove in de jaren 80 en 90 samen met kunstenaars als Sol LeWitt, Daniel Buren en Giulio Paolini aan o.a. het academisch ziekenhuis in Luik, de Brusselse Muntschouwburg en de Koninklijke Schouwburg in Den Haag. Ook bij de renovatie en inrichting van zijn woonhuis, het 16e-eeuwse, door Lambert Lombard ontworpen stadspaleis Hôtel Torrentius in Luik, waren kunstenaars nauw betrokken.
In 2007 gaf het verzamelaarsechtpaar Charles en Jeanne Vandenhove een deel van zijn kunstverzameling in langdurige bruikleen aan het Bonnefantenmuseum te Maastricht. Het museum organiseerde in de jaren daarna verscheidene tentoonstellingen en (co)publiceerde enkele monografieën over het werk van Vandenhove. De samenwerking werd in 2012 om onbekende redenen beëindigd. De verzameling van circa 180 werken, ondergebracht in de Stichting Charles Vandenhove, kreeg in 2017 een vaste stek in een nieuwe behuizing van de UGent, in de schaduw van Henri Van de Veldes Boekentoren.

## Kenmerk van zijn architectuur
Vandenhove's architectuur beperkt zich tot het essentiële en oogt tijdloos en uitgepuurd. Wars van ornament spreken beton, hout en baksteen voor zich. Bart Verschaffel van UGent zegt in dit verband: "Vandenhove spelt de architectuur. Alle elementen, zoals treden, muurvlakken, kolommen en plinten zijn duidelijk afgelijnd en afzonderlijk behandeld." Veel van Vandenhoves woongebouwen worden gekenmerkt door halfronde zinken daken, Franse balkons en louvreluiken. In de jaren 80 en 90 van de 20e eeuw werkte hij vaak met een eigen interpretatie van de klassieke vormentaal, zoals zuilen, architraven en frontons, meestal als geprefabriceerde elementen in beton uitgevoerd. Hierdoor kan hij gezien worden als representant van het postmodernisme in de architectuur. Verschaffel stelt in dit verband: "Vandenhove citeert niet ironisch en is evenmin een neoclassicus. Werkte hij met kapitelen of raamlijsten, dan ontwierp hij die zelf."

## Projecten
- Centre Hospitalier Universitaire de Liège, Sart-Tilman, Luik, 1962-1987
- Sporthal Standard, Luik, 1968
- Universiteitssporthal Luik, Sart-Tilman, 1972
- Renovatie en nieuwbouw Hors-Château en Cour Saint-Antoine, Luik, 1978-85
- Renovatie Hôtel Torrentius, Luik, 1981
- Renovatie Munttheater, Brussel, 1986
- Woningbouw Zieken-Huygenspark Stationsbuurt Den Haag, 1987, 1992
- Woningbouw Charles Voscour, Maastricht, 1989-1993
- Renovatie en uitbreiding Koninklijke Schouwburg, Den Haag, 1991, 1999
- Appartementengebouw de Liefde, Bilderdijkstraat, Amsterdam, 1992
- Appartementengebouwen Bassecour, Wageningen, 1993-1997
- Nieuwbouw Théâtre de la Ville - Les Abbesses, Parijs, 1996
- Woningbouw Kanunnikencour, Maastricht, 1996
- Paleis van Justitie, 's-Hertogenbosch, 1998
- Woningbouw Poort van Breda, Breda, 1999
- Appartementengebouw De Croissant en woningen op de Bocht van Guinea, Den Haag, 1999
- Plaats Royaal, grootscheepse verbouwing van bankgirocentrale aan de Sloterkade, Amsterdam, 2000
- Faculteitsgebouw Rijksuniversiteit Groningen, 2001
- Appartementengebouw Statenplein, Dordrecht, 2003
- Woningbouw Getsewoud, Nieuw-Vennep, 2002
- Sociale Antenne OCMW, Brussel (Laken), 2003
- Gemeentehuis Ridderkerk, 2004
- Catharinahuis Eindhoven, 2004
- Appartementengebouw De Kölleminder, Venlo, 2006
- Appartementengebouw Maison Céramique, Maastricht-Céramique, 2009

## Fotogalerij

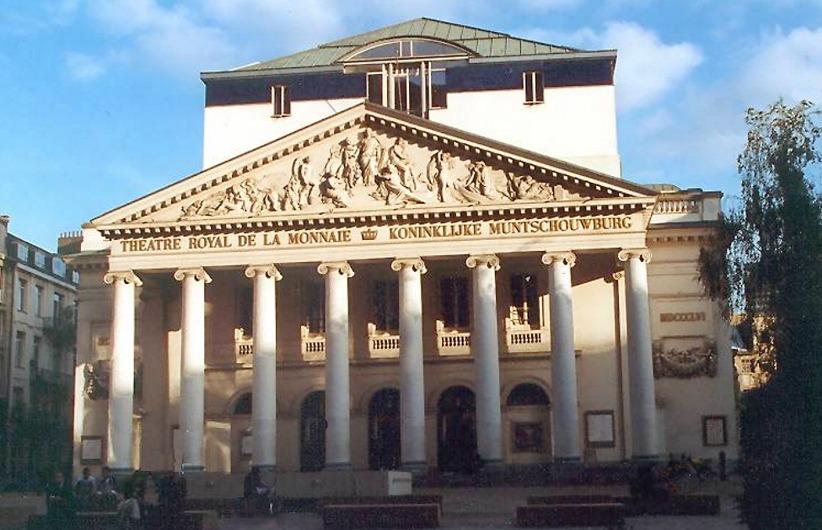
Uitbreiding Koninklijke Muntschouwburg, Brussel
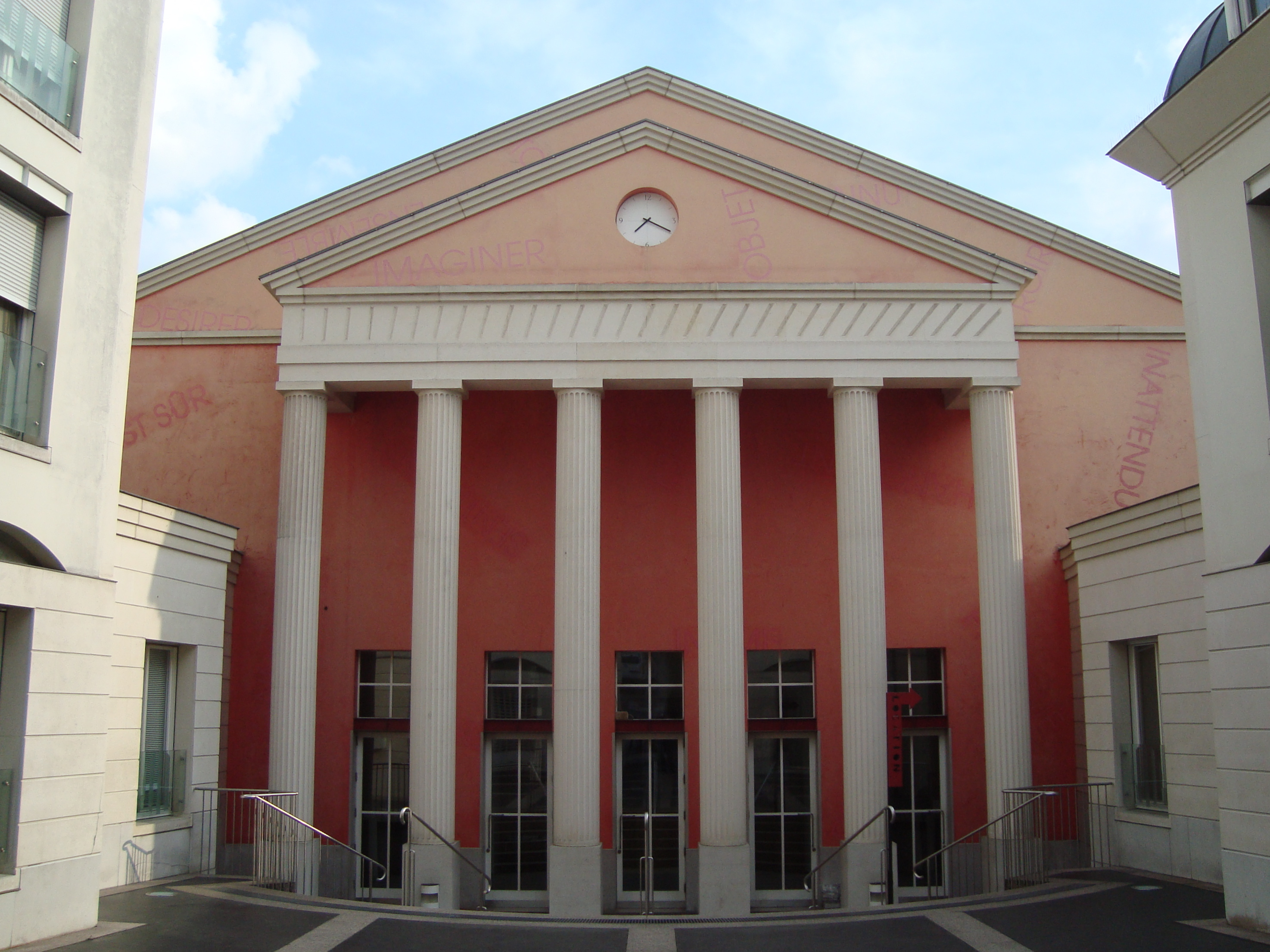
Nieuwbouw Thêatre des Abbesses, Parijs
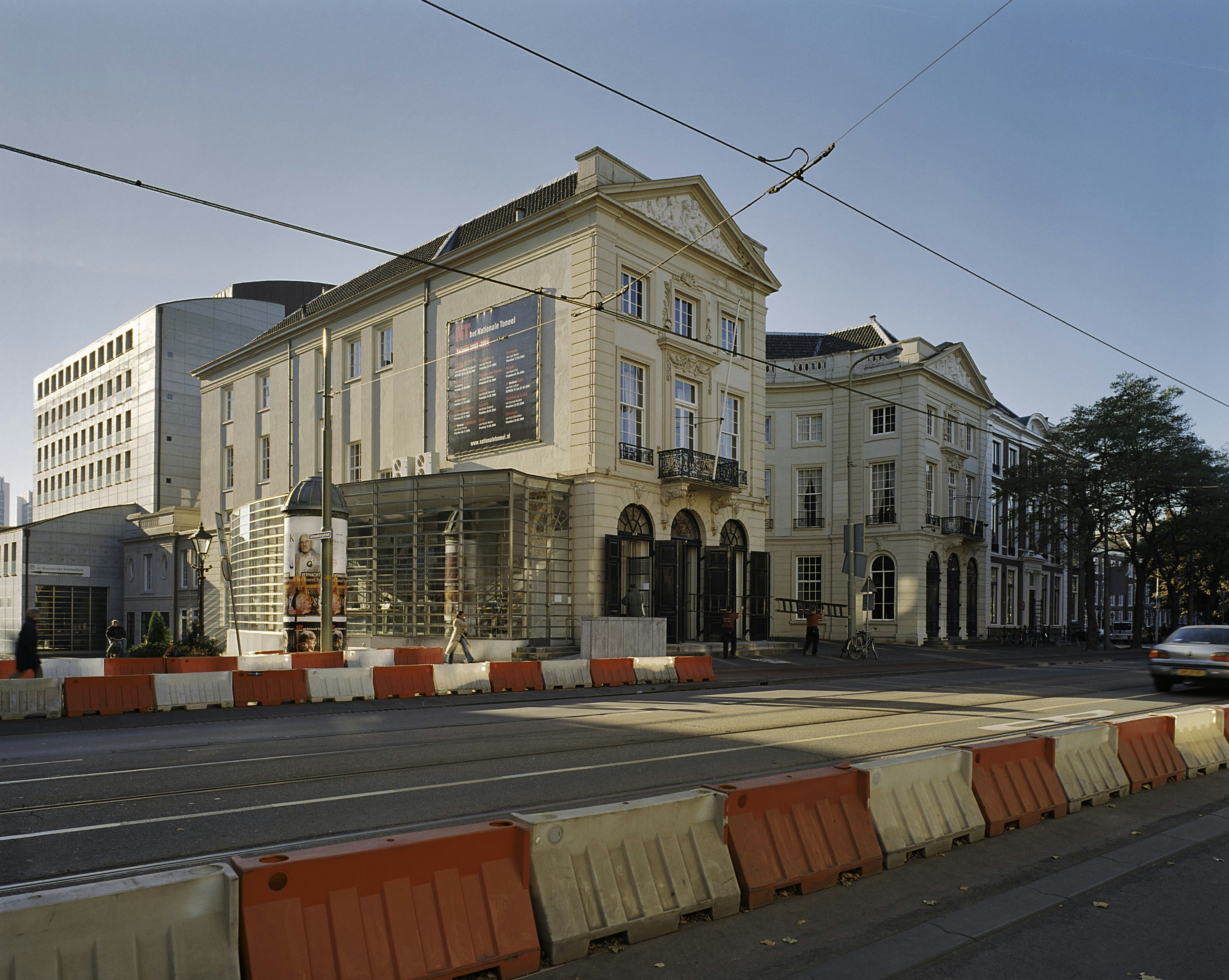
Uitbreiding Koninklijke Schouwburg, Den Haag
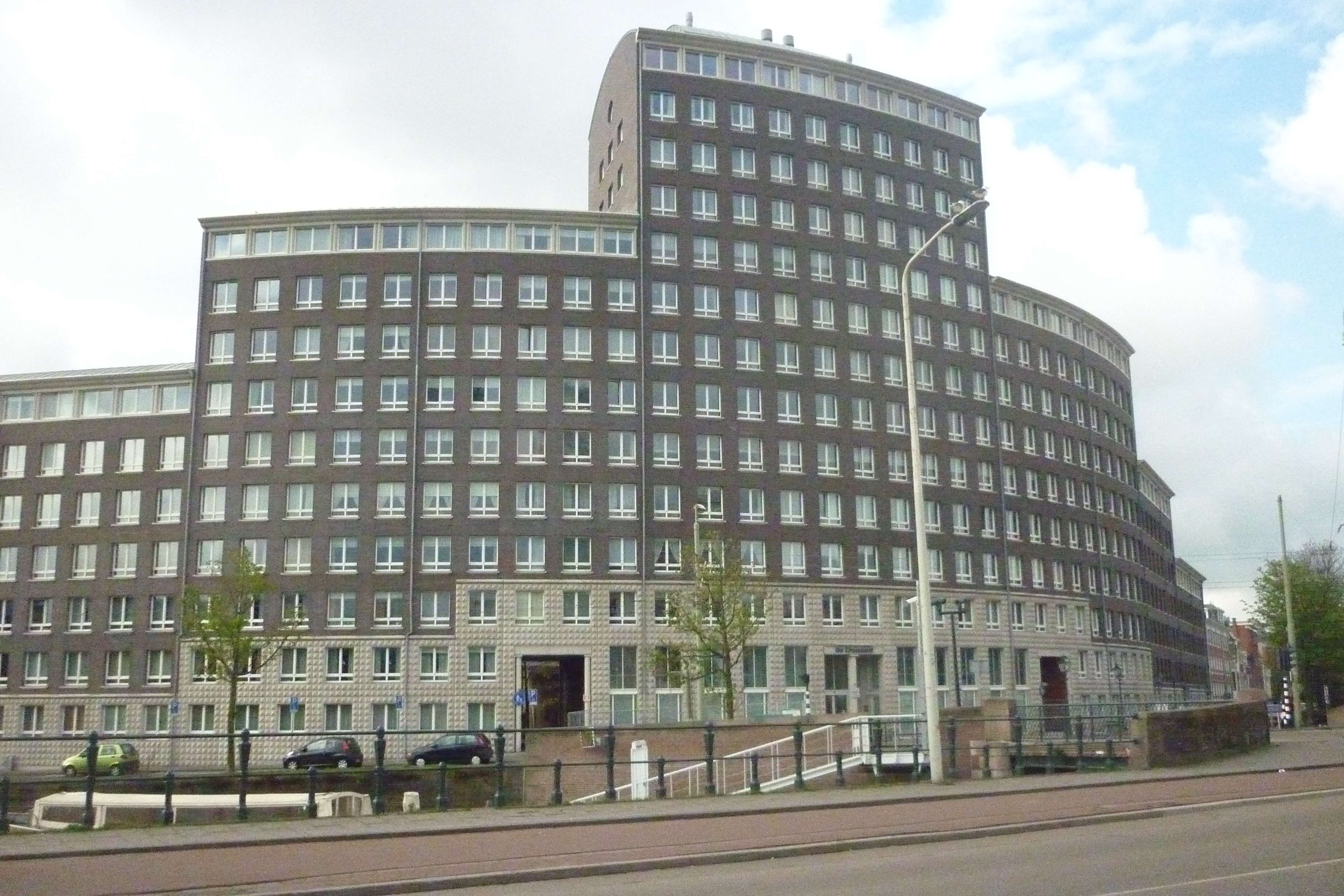
De Croissant, Den Haag
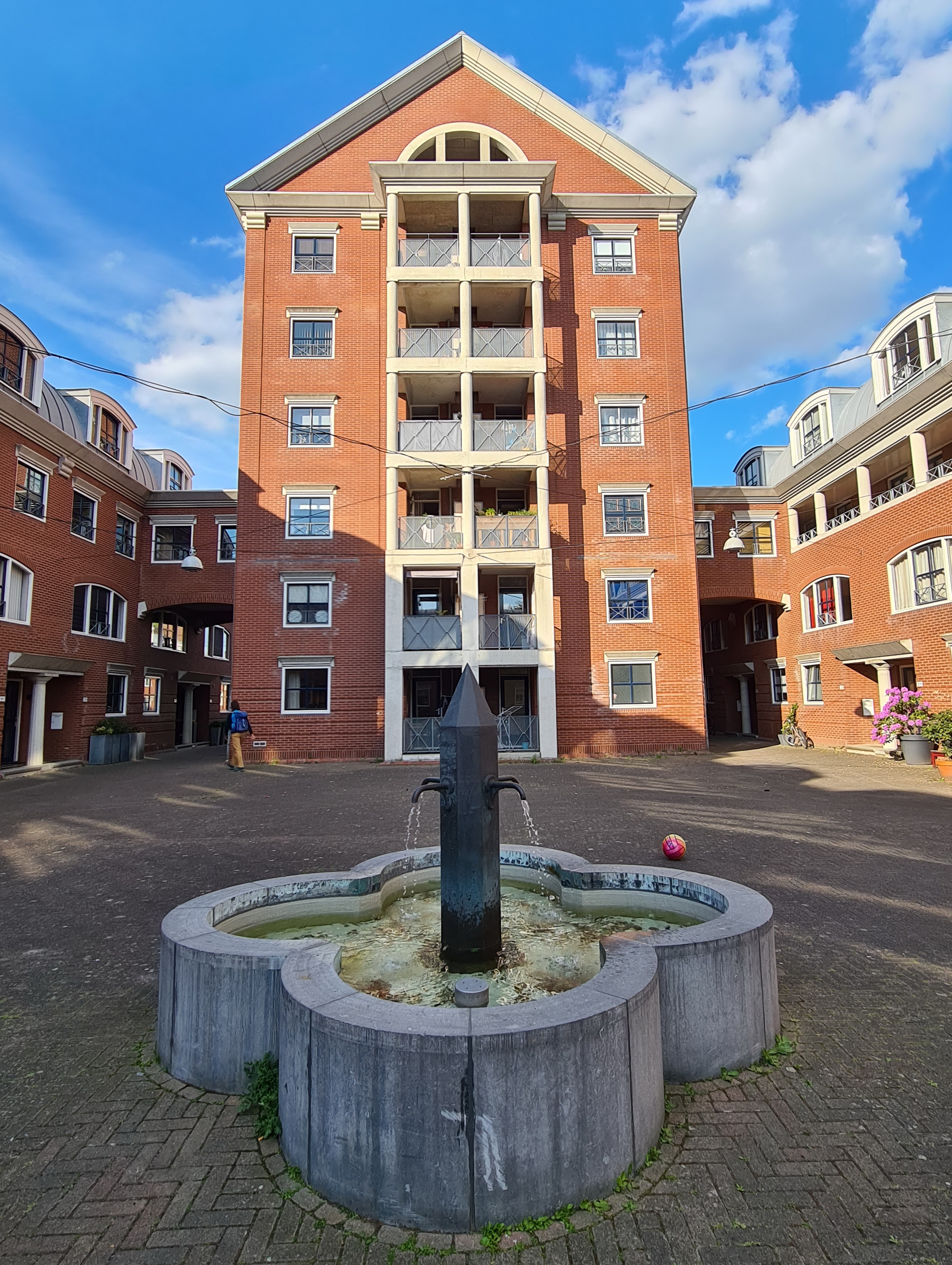
Charles Voscour, Maastricht
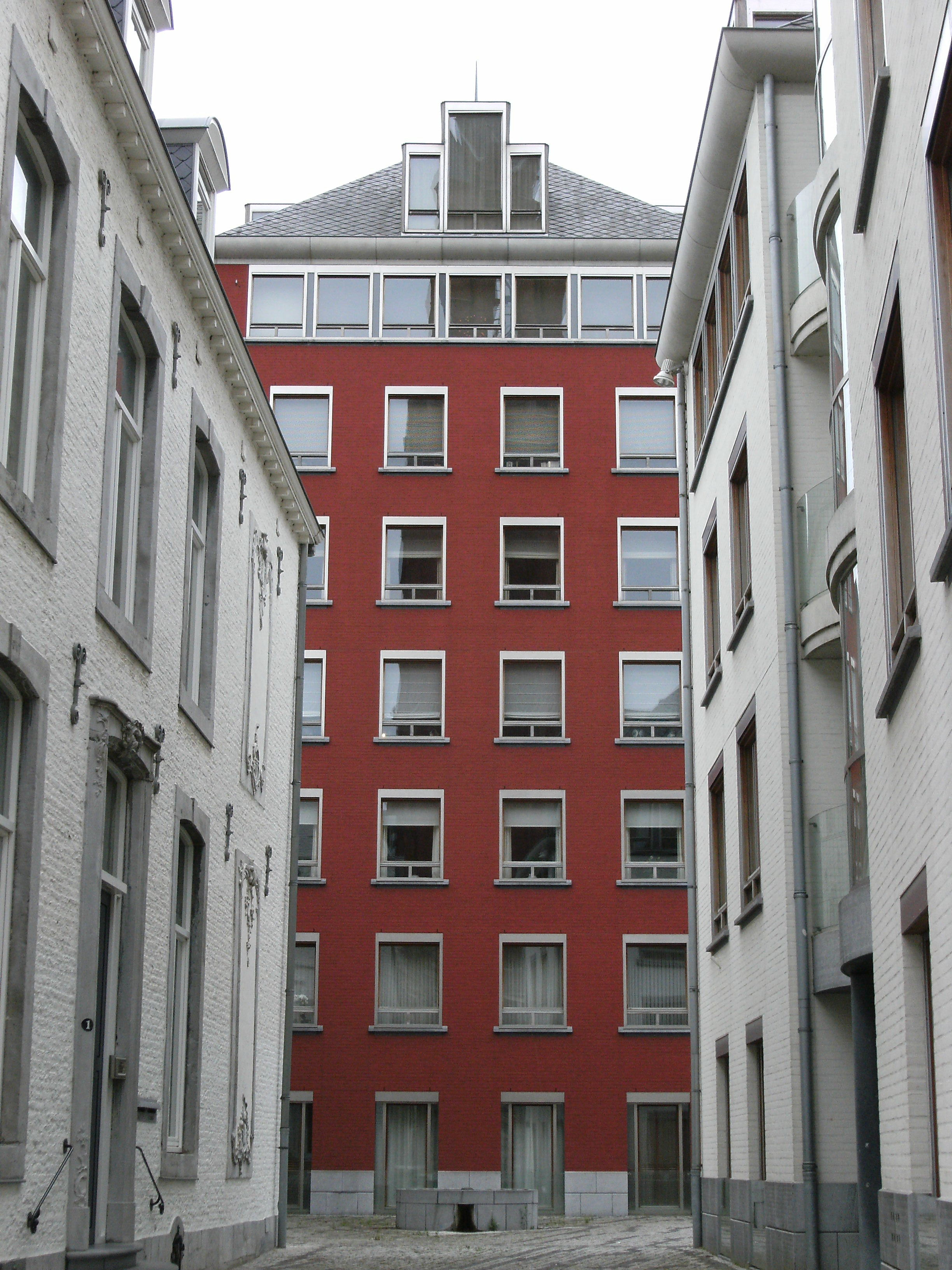
Kanunnikencour, Maastricht
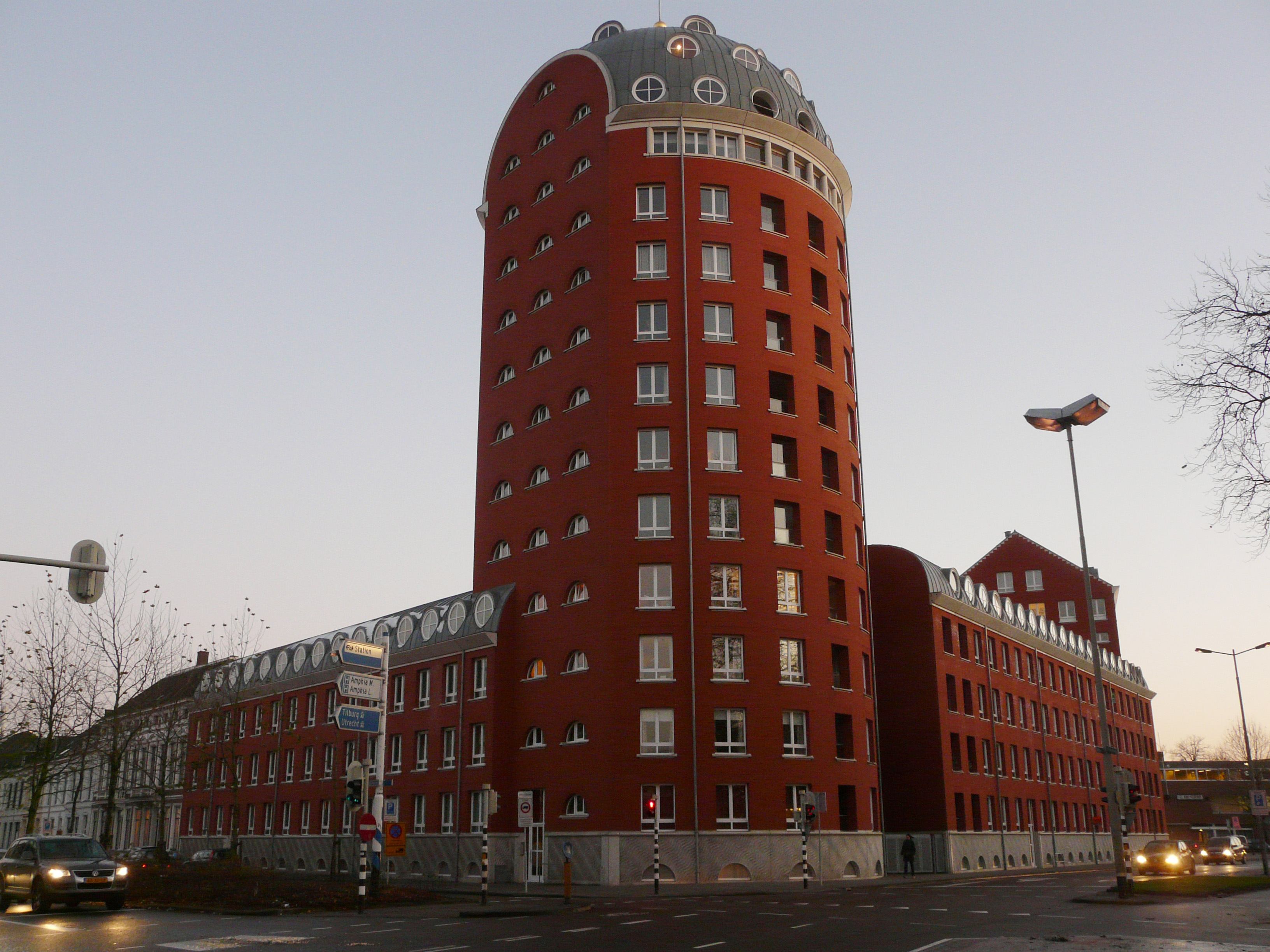
Poort van Breda
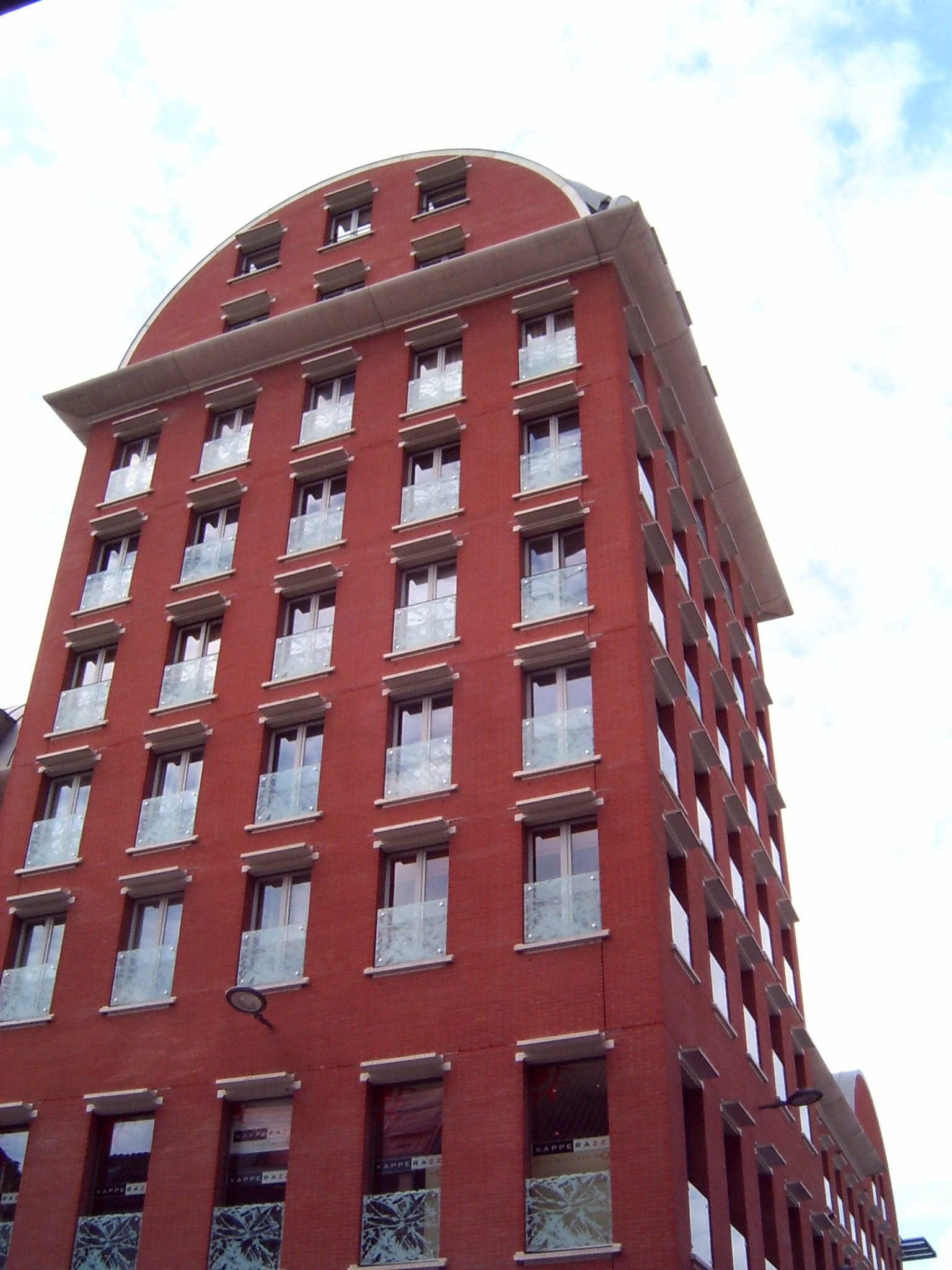
Statenplein, Dordrecht

## Publicaties
- Charles Vandenhove, L'architecture et l'architecte, 1976.
- Charles Vandenhove: Art in Architecture. Ludion, Gent 2005, ISBN 90-5544-546-0